# Campionati mondiali di tiro 1906
I campionati mondiali di tiro 1906 furono la decima edizione dei campionati mondiali di questa disciplina e si disputarono a Milano. Questa edizione fu organizzata dall'ISSF. La nazione più medagliata fu il Belgio.

## Risultati

### Uomini

#### Carabina
| Evento                     | Oro                                                                                         | Oro       | Argento                                                                   | Argento   | Bronzo                                                                                    | Bronzo    |
| Evento                     | Atleta                                                                                      | Risultato | Atleta                                                                    | Risultato | Atleta                                                                                    | Risultato |
| 300m 3 posizioni           | Eugène Balme                                                                                | 967       | Maurice Lecoq                                                             | 965       | Charles Paumier du Verger                                                                 | 964       |
| 300m a terra               | Eugène Balme                                                                                | 340       | Konrad Stäheli                                                            | 336       | Maurice Lecoq                                                                             | 336       |
| 300m in ginocchio          | Charles Paumier du Verger                                                                   | 338       | Ernst Stumpf                                                              | 338       | Konrad Stäheli                                                                            | 328       |
| 300m in piedi              | Albert Courquin                                                                             | 312       | Charles Paumier du Verger                                                 | 308       | Paul Van Asbroek                                                                          | 306       |
| 300m 3 posizioni a squadre | Svizzera Marcel Meyer de Stadelhofen Ernst Stumpf Jean Reich Louis Richardet Konrad Stäheli | 4716      | Francia Eugène Balme Albert Courquin Achille Paroche Husson Maurice Lecoq | 4694      | Belgio Paul Van Asbroek Charles Paumier du Verger Edouard Myin Edouard Poty de Ribaucourt | 4495      |

#### Pistola
| Evento        | Oro                                                                                                 | Oro       | Argento                                                                        | Argento   | Bronzo                                                                  | Bronzo    |
| Evento        | Atleta                                                                                              | Risultato | Atleta                                                                         | Risultato | Atleta                                                                  | Risultato |
| 50m           | Konrad Stäheli                                                                                      | 512       | Paul Van Asbroek                                                               | 509       | Charles Paumier du Verger                                               | 508       |
| 50m a squadre | Belgio Julien van Asbroeck Paul van Asbroeck René Englebert Charles Paumier du Verger Victor Robert | 2425      | Svizzera Karl Roderer Jakob Schalcher Karl Hess Louis Richardet Konrad Stäheli | 2422      | Francia Andre Barbillat Jean Fouconnier Louvier Léon Moreaux Raphaël Py | 2361      |

## Medagliere
Nazione ospitante
| Posiz. | Nazione  | Oro | Argento | Bronzo | Totale |
| ------ | -------- | --- | ------- | ------ | ------ |
| 1      | Francia  | 3   | 2       | 2      | 7      |
| 2      | Svizzera | 2   | 3       | 1      | 6      |
| 3      | Belgio   | 2   | 2       | 4      | 8      |